# Uranophora guatemalena
Uranophora guatemalena är en fjärilsart som beskrevs av Druce 1884. Uranophora guatemalena ingår i släktet Uranophora och familjen björnspinnare. Inga underarter finns listade i Catalogue of Life.